# Perl
Perl是高階、通用、直譯式、動態的程式语言家族。最初设计者拉里·沃尔為了讓在UNIX上進行報表處理的工作變得更方便，決定開發一個通用的腳本語言，而在1987年12月18日發表。目前，Perl语言家族包含两个分支Perl 5以及Raku。
关于Perl名字的由来，有很多说法。雖然Perl不是正式的首字母縮略詞，但仍有各種各樣的逆向首字母缩略词，包括“實用的提取和報告語言”。
Perl借用了C、sed、awk、shell脚本、Lisp以及很多其他程式語言的特性。其中最重要的特性是Perl内部集成了正则表达式的功能，以及巨大的第三方代码库CPAN。
2000年开始，拉里·沃尔著手開發Perl 6來作為Perl的後繼，Perl 6語言的語法有很多轉變，也被視為Perl家族中的另一個語言（Perl 6於2019年更名為Raku）。
Perl语言应用广泛，涵盖CGI、图形编程、系统管理、网络编程、金融、生物等领域。由于其灵活性，Perl被称为脚本语言中的瑞士军刀。

## 历史

### 早期版本
拉里·沃尔在1987年开始写作Perl，那时他正在Unisys当程序员，并且在1987年12月18日把1.0版本发布到了comp.sources.misc新闻组。这个语言在接下来的几年内很快地发展起来。
沃尔最早的确把这个语言称为“Pearl”（珍珠），因为他希望自己开发的语言有一个吉利的名字而且要尽量短小好记，他甚至声称早已考虑过所有三个及四个字母的词汇，以及自己妻子的名字Gloria。然而另一门语言PEARL早已存在，为了防止混淆，沃尔才把它改名Perl。
Perl 2，于1988年发布，特色是有一个更好的正则表达式引擎，Perl 3，于1989年发布，添加了对二进制数据流的支持。
从前，Perl唯一的文档是一个逐渐变长的手册页。在1991年，《Programming Perl》（被许多Perl程序员因封面称为“骆驼书”），出版了，而且变成了一个真正的Perl语言的参考资料。同时，Perl版本号变成了4，不是因为这个语言的重大改变，而是因为这本书的特殊意义。

### 早期的Perl 5
Perl 4的一系列维护的版本，最后一版是1993年的Perl 4.036。那时，沃尔废弃了Perl 4，开始开发Perl 5。Perl 5的最初始设计持续到了1994年。《perl5-porters》邮件列表于1994年5月为了共同移植Perl 5而建立。这将主要的论坛留给了Perl 5的开发，维护，和移植。
Perl 5.000于1994年10月17日发布。这是一个几乎完全重写了的解释器，而且它给这个语言添加了很多新的特性，包括对象，引用，局部变量，和模块。很重要地，模块提供了一个不用修改直译器就可以扩展语言的方法。这使得核心的直译器非常稳定，即使它允许一般的Perl程序员添加新的语言特性。从此，Perl 5的开发就活跃起来了。
Perl 5.001于1995年3月13日发布。Perl 5.002于1996年2月29日发布，带有参数类型的特性。这允许模块的作者写出像Perl内部命令那样智能的子程序。Perl 5.003于1996年6月25日作为一个安全更新的版本发布。
Perl 5历史中最重要的事件之一是支持了模块。在1995年10月26日，CPAN，一个发布Perl模块的网站，建立了；截至2015年11月，它已经有超过12457个作者写的157794多个模块了。
Perl 5.004于1997年5月15日发布，添加了UNIVERSAL包，这给了Perl一个所有的类的基础和要求使用模块的特定版本的能力。另一个重要的开发是包括了CGI.pm模块，有助于Perl发展为一个CGI脚本语言。
Perl具有优秀的跨平台特性。Perl现在支持在Microsoft Windows、苹果公司的MacOS、GNU/Linux和其它一些操作系统下运作。
Perl 5.005于1998年7月22日发布。这个版本包括了一个更好的正则引擎，一个编译系统（通过B::*模块），qr//正则引用操作符，一个基础模块的选集，并且又支持了一些其它的操作系统，包括BeOS。

### 2000年至今
| 主要版本                                  | 最后更新       |
| ----------------------------------------- | -------------- |
| 5.5                                       | 2004年2月23日  |
| 5.6                                       | 2003年11月15日 |
| 5.8                                       | 2008年12月14日 |
| 5.10                                      | 2009年8月23日  |
| 5.12                                      | 2012年11月10日 |
| 5.14                                      | 2013年3月10日  |
| 5.16                                      | 2013年3月11日  |
| 5.18                                      | 2014年10月2日  |
| 5.20                                      | 2015年9月12日  |
| 5.22                                      | 2017年7月15日  |
| 5.24                                      | 2018年4月14日  |
| 5.26                                      | 2018年11月29日 |
| 5.28                                      | 2020年6月1日   |
| 5.30                                      | 2020年6月1日   |
| 5.32                                      | 2021年1月23日  |
| 5.34                                      | 2023年11月29日 |
| 5.36                                      | 2023年11月29日 |
| 5.38                                      | 2023年11月29日 |
| 舊版本 舊版本，仍被支援 当前版本 未来版本 |                |

Perl 5.6于2000年3月22日发布。大的修改包括64位支持，Unicode字串支持，大文件支持（即：超过2GiB的文件）以及“our”关键字。在开发Perl 5.6的时候，开发组决定把版本名称作成类似其它开源项目的；在5.005_63版之后，下一个版本变成了5.5.640，计划是开发版本用奇数，稳定版本用偶数。
2000年时，拉里·沃尔询问社区对Perl新版本的建议。这个进程的结果在361 RFC（评论请求）文件里（这个文件可以指导Perl 6的开发）。2001年，工作开始于设计Perl 6，一系列的文件概述了新一代Perl里的改变和设计。它们是作为一期RFC被展示的，而不是一个正式文档。这时，Perl 6的存在还只是一门语言的概述。
Perl 5.8最初于2002年7月18日发布，从此，每年才有一次更新。Perl 5.8的最后一版是5.8.9，发布于2008年12月14日。Perl 5.8改进了Unicode支持，添加了一个新的IO处理机制和新的多线程处理，提高了数字精度，添加了一些新模块。
2004年，工作开始于提要——原来的建议文件，但后来变成了Perl 6语言的详述。2005年2月，唐凤，开始开发Pugs，一个用Haskell写的Perl 6直译器。这是最初的一个Perl 6实现。这个努力止于2006年。
2007年12月18日，Perl 1.0的20周年纪念日，Perl 5.10.0发布了。Perl 5.10.0包括了显著的新特性，这拉近了Perl 5和6之间的距离。这些特性包括一个switch语句（叫做“given/when”），正则表达式的更新和智能匹配操作符“~~”。同时，另一个Perl 6的实现，Rakudo Perl的开发开始了，一起使用Parrot虚拟机开发。从2009年11月开始，Rakudo Perl已经是每月一更新，现在已经是Perl 6的最完整的一个实现了。
Perl 5开发过程中的一次大修改在Perl 5.11；开发社区使用了每月更新的形式，这样就可以提前预知3个月以内的发布日期。
2010年4月12日，Perl 5.12.0发布了。显著的提升包括新的package NAME VERSION语法，Yada Yada操作符（有意地用占位符标记没有实现的代码），默认use strict;（在use 5.012;时）完整的Y2038编译，正则转化重载，DTrace支持，和Unicode5.2。Perl 5.12.3于2011年1月21日发布；它包括了新版的模块和一些文档的改变。版本5.12.4于2011年6月20日发布。
Perl 5.14发布于2011年5月14日。这个分支的最后一版，5.14.2，发布于2011年9月26日。
Perl 5.16发布于2012年5月20日。显著的新特性包括可以指定一个perl的版本来模拟，这允许用户更新perl的版本，但可以运行可能会不兼容的老脚本。Perl 5.16也更新了核心部分来支持Unicode 6.1。

### 名称
Perl原名叫“Pearl”。拉里·沃尔想给这个语言起一个有正面意思的短的名字；他考虑了（并且否定了）字典里每一个3—4个字母的词。他也考虑用他的妻子Gloria的名字命名。沃尔在Perl官方发布之前发现了已存在PEARL语言，于是改成了现在Perl这个名字。
当指代这个语言的时候，名字通常是大写的（Perl），就像专有名词一样。当指代这个直译器本身的时候，这个名字通常是小写的（perl），因为大部分类Unix文件系统都是区分大小写的。在《Programming Perl》的第一版发布之前，用perl指代这个语言也很普遍；Randal L. Schwartz排版时将这个语言的名字在书中写成大写的以便理解。后来，这个大小写的区别就成为正规的了。
全大写的“PERL”是有争议的，而文档中说明“PERL”是不对的，一些核心的社区成员将其视为外行的标志。这个名字偶尔会被视为“Practical Extraction and Report Language”的缩写，就像文档顶端和一些纸质书本说的那样。一些全称被建议作为正式名称，包括沃尔自己的幽默的“Pathologically Eclectic Rubbish Lister”。的确，沃尔要求这个名字启示许多不同的扩展。

### 骆驼标志

骆驼标志

《Programming Perl》，由奥莱利媒体发布，特色是封面有一张骆驼的图片，因而被称作“骆驼书”。这张骆驼的图片已经成为了Perl非官方的标志和一个黑客的标志，这出现在T恤衫和其它衣服上。
奥莱利擁有此圖像之商標，並且宣稱，唯有在捍衛「符號之完整性」時，才會行使其法律上的權力。奥莱利允許此商標在非商業目的之前提下被使用，並同時供了Programming Republic of Perl的圖像以及Powered by Perl的按鈕圖。Perl的另一個識別符號是羊驼。因为《Intermediate Perl》一书的封面是一只羊驼。

#### 洋葱标志

洋葱标志

Perl基金会拥有一个可选的标志，一个洋葱，允许它的子站点，Perl Mongers，PerlMonks，Perl.org和其它网站使用。

## Perl简介

### Perl语言的中心思想
Perl语言的中心思想可以集成为一句话「TMTOWTDI」：
There's More Than One Way To Do It.
（不只一种方法來做一件事。）
Perl的作者拉里·沃尔建议可以把这个缩写词念成「Tim Toady」。这句话后来被扩充成:
There's more than one way to do it, but sometimes consistency is not a bad thing either.
（不只一种方法來做一件事，但有时保持一致也不错。）
- TIMTOWTDIBSCINABTE，发音为“Tim Toady Bicarbonate”.

另一个Perl程序员常常想起的Perl俗语是：
Easy things should be easy, and hard things should be possible.
（简单的事情应该是简单的，复杂的事情应该尽可能地变得简单。）

### 优点
Larry Wall本人也是一个语言学家，他设计Perl语言时使用了很多语言学的思维。相比C、Pascal这样的“高级”语言而言，Perl语言直接提供泛型變數、动态数组、Hash表等更加便捷的编程元素。Perl具有动态语言的强大灵活的特性，并且还从C/C++、Basic、Pascal等语言中分别借鉴了语法规则，从而提供了许多冗餘语法。使得程序员可以忽略计算机内部資料存储、类型、处理方法、运算规则、甚至内存越界等等的细节，而将思考中心放在所需要的程序逻辑上。就这一点而言，很多Perl程序员认为目前只有Perl、Python等泛型语言才能称为“高级”语言，而C、Pascal甚至C++这些只能称为“中高级”语言而已。可以说，在统一變數类型和掩盖运算细节方面，Perl做得比Python更为出色。
由于从其他语言大量借鉴了语法，使得从其他编程语言转到Perl语言的程序员可以迅速上手撰写程序并完成任务。这使得Perl语言是一门容易使用的计算机编程语言。

### 缺点
也正是因为Perl的灵活性和“过度”的冗余语法，也因此获得了仅写（write-only）的“美誉”，因为Perl程序可以写得很随意（例如，变量不经声明就可以直接使用），但是可能少写一些字母就会得到意想不到的结果（而不报错），许多Perl程序的代码令人难以阅读，实现相同功能的程序代码长度可以相差十倍百倍，这就令程序的维护者（甚至是编写者）难以维护。
同样的，因为Perl这样随意的特点，可能会导致一些Perl程序员遗忘语法，以至于不得不经常查看Perl手册。对此，《Learning Perl》一书里建议经常使用Perl编程。建议的解决方法是在程序裡使用use strict;以及use warnings;，并统一代码风格，使用库，而不是自己使用「硬编码」。Perl同样可以将代码书写得像Python或Ruby等语言一样优雅。

## Perl的语法

### Perl的Hello World程式
下面是一个在標準輸出設備上輸出Hello World的簡單程式，這種程式通常作為開始學習程式語言的第一個範例：
```
#!/usr/bin/env perl

print
 
"Hello, world!\n"
;

```

如果有perl 5.10以上的版本，也可以这样：
```
#!/usr/bin/env perl

use
 
5.010
;

say
 
"Hello, world!"
;

```

这个程序将输出一行字符串：“Hello, world!”，以及一个换行。

### 变量
Perl是一种无类型语言（untyped），换句话说，在语言层面上，Perl和大多数编程语言不同，不把变量分成整数、字符、浮点数等等，而只有一种能接受各种类型数据的“无类型”变量。Perl的变量以$字符开头。例如$a=5;$b="Hello";$c=3.2;$d='\n这里并不换行';都是合法的Perl语句。
Perl中各种变量的运算也很自由，数和含有数的字符串是等效的，可以把数字字符串参与数学计算，也可以反之，让数字参与字符串的构成和操作。
除单个变量（Perl称为标量「Scalar」）之外，Perl还有两种集合类型，分别是数组（Array，用@字符开头）和关联数组（Associative array，或者称为Hash，用%开头。类似C++11的STL 无序表「unordered_map」和Python的字典「Dictionary」）。数组可以内含任意可变数目的变量，并以其存储顺序作为索引以完成常数时间的定位；而Hash表，则可以在变量之间建立一一映射，就像字典一样，把不同的变量按照他们的逻辑关系组织起来，并以作为“键”的变量进行索引，完成常数时间的定位。
另外，Perl还有一种特殊的类型，引用（reference），类似于指针，当作标量处理，可以指向标量（含引用）、数组、Hash等任何类型。如：
```
$foo
 
=
 
\
$bar
;
 
print
 
$$foo
;

$foo
 
=
 
\
@bar
;
 
print
 
@$foo
;

$foo
 
=
 
\
%bar
;
 
print
 
%$foo
;

$foo
 
=
 
\&
bar
;
 
print
 
$foo
->
();

```

引用的好处在于，将它传递给函数之后，函数可以修改它指向的变量。而如果传递普通变量，修改的值只在函数内有效。
```
sub
 
foo

{

    
my
 
$var
 
=
 
shift
;

    
$$var
 
=
 
'1'
;

}

my
 
$foo
 
=
 
'2'
;

my
 
$var
 
=
 
\
$foo
;

print
 
$$var
;

foo
 
(
$var
);

print
 
$foo
;

```

输出“21”，即foo()内改变了$foo。

### 判断语句
因为Perl大量的创造冗余的语法，并且从其他语言中大量的借鉴语法，使得Perl的语法极其丰富和灵活。Perl共有下列几种判断语句：
- if区块

```
if
 
(
$hour
 
>
 
22
)
 
{

    
print
 
"should sleep...\n"
;

}

```

- if语句

```
print
 
"hello"
 
if
 
$guest
 
>=
 
1
;

```

- unless区块

```
unless
 
(
$credit
 
>
 
100
)
 
{

    
print
 
"You can not graduate!\n"
;

}

```

- unless语句

```
print
 
"eat\n"
 
unless
 
$food
 
==
 
0
;

```

- given/when(语句及区块)

```
use
 
5.010
;

given
 
(
$foo
)

{

    
say
 
'a'
 
when
 
'a'
;

    
when
 
(
/b/
)
 
{
 
say
 
'b'
;
 
}
 
#when可以写成语句或区块

    
default
 
{
 
say
 
'not match'
;
 
}
 
#只可以写成区块。

}

```

由于逻辑運算元的作用，还可以写出不用关键字if或unless的判断语句，如常用的打开文件语句：
```
open
 
DATA
,
 
'<'
,
 
$filename
 
or
 
die
 
"Can't open $filename: $!\n"
;

```

### 循环语句
Perl中的循环语句也是非常的丰富。主要有：
Perl自己的for或者foreach循环(两个完全一样)：
```
@group
 
=
 
1
 
..
 
10
;

for
 
(
@group
)
 
{

    
print
 
"$_\n"
;

}

print
 
"$_\n"
 
for
 
@group
;

foreach
 
(
@group
)
 
{

    
print
 
"$_\n"
;

}

```

从C语言借鉴来的for循环(又可写作foreach，两个完全一样)：
```
for
 
(
$i
 
=
 
0
;
 
$i
 
<
 
10
;
 
$i
++
)
 
{

    
print
 
"$group[$i]\n"
;

}

```

while循环：
```
$i
=
0
;

while
 
(
$i
 
<
 
10
)
 
{

    
print
 
"$group[$i]\n"
;

    
$i
++
;

}

```

do...while循环：
```
$i
 
=
 
0
;

do
 
{

    
print
 
"$group[$i]\n"
;

    
$i
++
;

}
 
while
 
(
$i
 
<
 
10
);

```

until循环：
```
$i
 
=
 
0
;

until
 
(
$i
 
==
 
10
)
 
{

    
print
 
"$group[$i]\n"
;

    
$i
++
;

}

```

从PASCAL语言借鉴来的do...until循环：
```
$i
 
=
 
0
;

do
 
{

    
print
 
"$group[$i]\n"
;

    
$i
++
;

}
 
until
 
(
$i
 
==
 
10
);

```

甚至还有利用动态语言特性，用map函数做循环：
```
map
 
{
 
print
 
"$_\n"
 
}
 
@group
;
 
#每行打印group里的一个元素

```

其实还有其他的循环方式。总而言之，就是TMTOWTDI。

## Perl的应用
Perl使用非常广泛。在Unix、GNU/Linux和macOS中，Perl是内置的系统脚本工具。Perl曾经在网页中（PHP，CGI）广泛使用。Perl拥有海量的模块支持，在解决问题时，可以直接安装使用，非常方便。截止2025年2月2日，CPAN上发布了大约266,924个Perl模块。

### 以Perl编写的软件
- Bugzilla
- Movable Type
- TWiki（英语：TWiki）
- Frozen Bubble

### Perl Data Language
Perl Data Language（简称PDL）是Perl的一个外接模块，也是对Perl功能的一个重要拓展。它使得Perl语言可以直接对2至多维的矩阵直接操作，进行快速的矩阵运算，完成基础的Perl所不能完成的运算，大大拓展了Perl的适用范围。所以PDL本身也是很多其他模块的基础。
而且PDL提供了与很多其他软件包的接口，例如FFTW（一个快速傅立叶变换的软件包），又或者是Mesa（Linux上的OpenGL三维图形渲染包），这些包原来往往仅提供C/C++语言接口。这一功能使PDL成为拓展Perl功能的一个中间层。

## Perl的社区文化

### Perl诗经
和C語言一樣，在Perl界，難以讀懂的程式碼大賽是個有名的活動。近似難以讀懂的程式碼，但方向不同，Perl Poetry是可以被perl編譯的詩。新的詩經通常會在 （页面存档备份，存于）網站發表。

### JAPH
Just another Perl hacker（另一个Perl黑客）是一个和国际C语言混乱代码大赛有着相同精神的社区文化。Perl程序员通过写JAPH代码，来分享自己的编程技术。

## 競爭對手
因為許多Perl程序的代碼難以閱讀，加上它的面向对象功能被視為不是真正的面向对象(只是模組的模擬)，於是很多人拿Perl和其他動態語言來比較。
最常見的比較對象是Python，有人寫了篇文章叫《What's wrong with Perl》，指出Perl的缺點，鼓勵別人學Python。著名黑客埃里克·斯蒂芬·雷蒙寫了《Why Python?》，該文中一個重要的比較對象就是Perl。《A Byte Of Python》里的《Why Not Perl?》也把Python和Perl比较。
Ruby的作者（松本行弘，Matz）甚至承认他想让Ruby作為Perl的後繼者。

## Raku（旧名Perl 6）

Camelia，Raku项目的标志。

2000年开始，拉里·沃尔著手開發Perl 6來作為Perl的後繼，2019年更名為Raku。
在Perl的官网介绍中，Raku不是Perl 5的下一个版本，而是与Perl 5并行开发的另一种编程语言。
Raku更好地支持面向对象，有专用于定义类的語法：
```
class
 
Foo
 
is
 
Universal
 
{
 
# inherit form Universal

    
has
 
$
.
member_variable

    
method
 
member_function
 
{

        
print
 
"some string"
;

    
}

}

```

Raku可以明确定义变量类型，当类型不匹配，编译时报错。
另外，Raku提供了不同的正则表达式语法，新的语法称作「規則」，并且允许使用者在正则表达式中加入空格等以便阅读，还可以命名一个正则表达式方便调用。
Raku中的控制流程和循环的判断条件的括号可选:
```
if
 
$percent
 
>
 
100
  
{

    
say
 
"weird mathematics"
;

}

for
 
1
..
3
 
{

    
# using $_ as loop variable

    
say
 
2
 
*
 
$_
;

}

for
 
1
..
3
 
->
 
$x
 
{

    
# with explicit loop variable

    
say
 
2
 
*
 
$x
;

}

while
 
$stuff
.
is_wrong
 
{

    
$stuff
.
try_to_make_right
;

}

```

但是如果加入括號，不能緊跟在关键字后面，而要空一格，因为用foo()這樣的形式，编译器识别为调用函数foo，而不管它是不是关键字：
```
if
 
(
$hour
 
>
 
22
)
 
{
 
#正確

    
say
 
'should sleep...'
;

}

if
(
$hour
 
>
 
22
)
 
{
 
#錯誤

    
say
 
'should sleep...'
;

}

```

### 中文資源、社群
- Perl@Taiwan（繁體中文）
- Perl TW Planet（繁體中文）
- Perl學習手札（繁體中文）
- 香港Perl推廣组（繁體中文）
- 中国Perl协会（简体中文）
- 中国Perl协会的wiki（简体中文）

### 英文資源、社群
- GB18030源码过滤软件 （页面存档备份，存于）（英文）
- GBK源码过滤软件 （页面存档备份，存于）（英文）
- Big5Plus源碼過濾軟件 （页面存档备份，存于）（英文）
- EUC-TW源碼過濾軟件 （页面存档备份，存于）（英文）
- Big5-HKSCS源碼過濾軟件 （页面存档备份，存于）（英文）